# 1890-1899

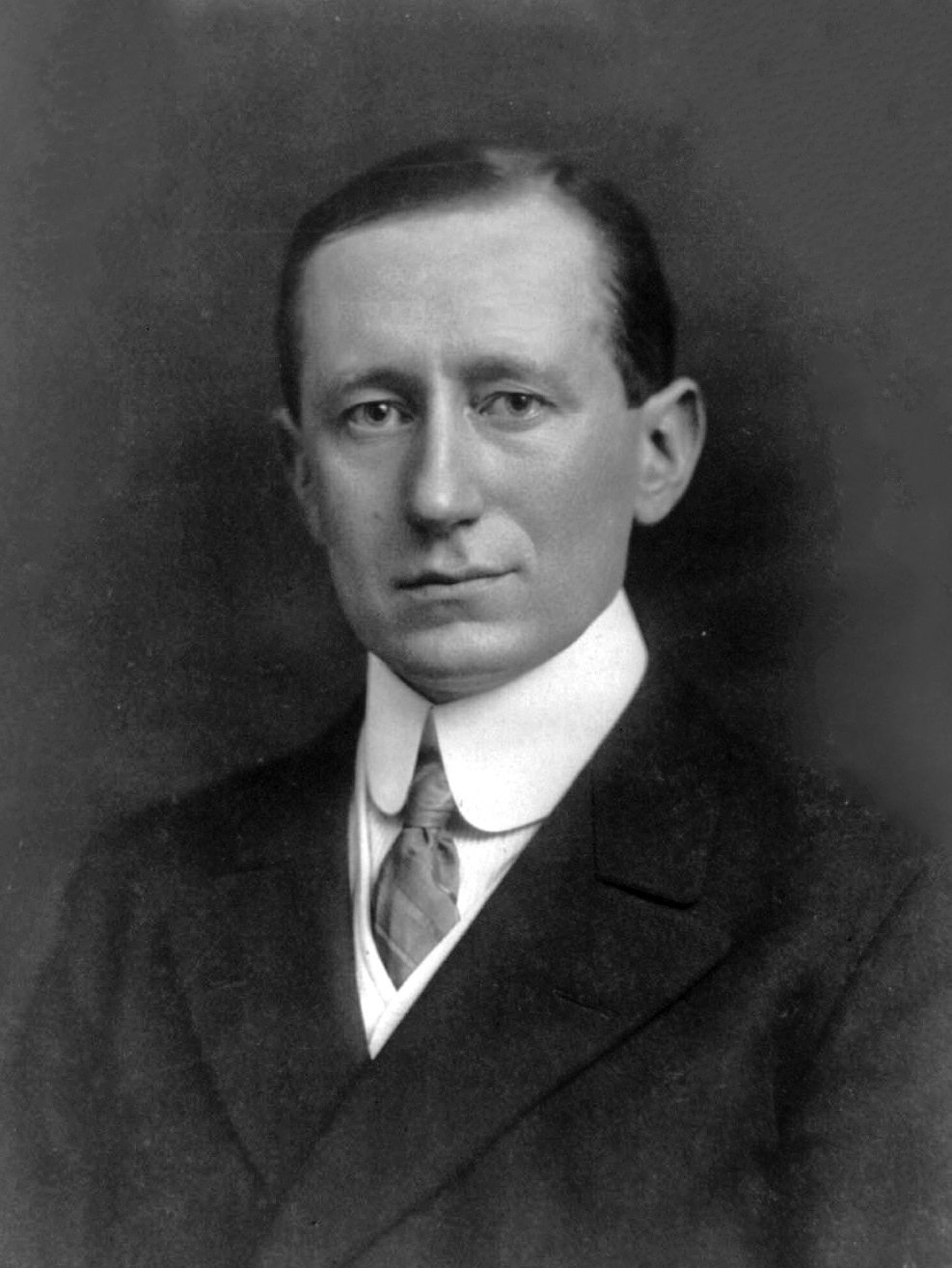
Guglielmo Marconi

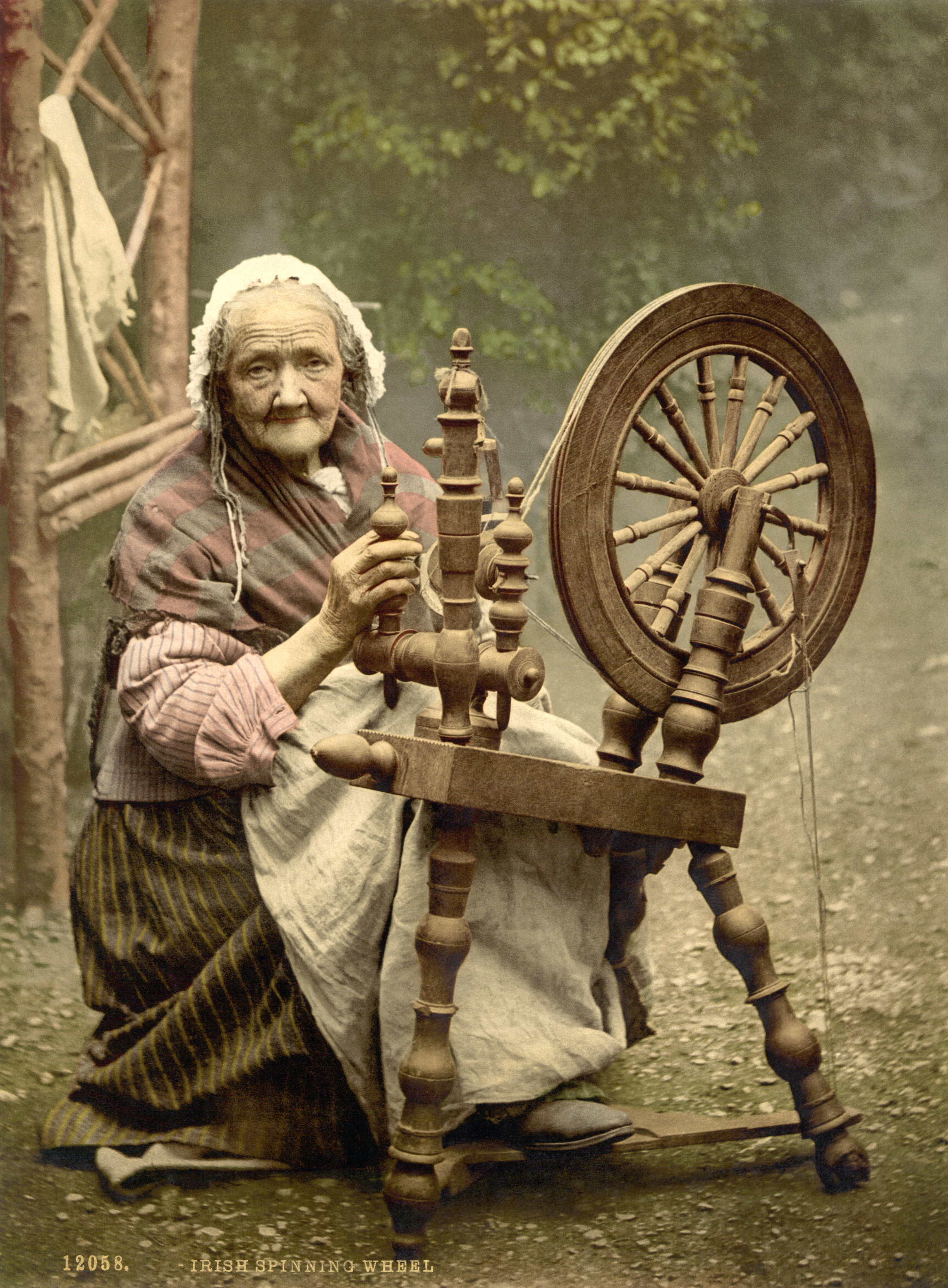
Fotochroomafdruk van een oude Ierse vrouw, waarschijnlijk rond de laatste jaren van de 19e eeuw.

De jaren 1890-1899 (van de christelijke jaartelling) zijn een decennium in de 19e eeuw.

## Meerjarige gebeurtenissen en ontwikkelingen
Europa
- 1890 : In Duitsland ontslaat de jonge keizer Wilhelm II Rijkskanselier Otto von Bismarck en vervangen door generaal Leo von Caprivi. Hij wijzigt het buitenland- en defensiebeleid: het Rückversicherungsvertrag met Rusland wordt opgezegd.
- 1894 : Frans-Russische Alliantie. Rusland sluit een geheim defensieverdrag met Frankrijk.
- 1897 : Weltpolitik. De Duitse oorlogsbegroting verviervoudigt tussen 1872 en 1898. Dit heeft een wapenwedloop tot gevolg in heel Europa, in het bijzonder de Duits-Britse vlootwedloop. De Duitse admiraal Tirpitz geïnspireerd door het boek The Influence of Sea Power upon History van de Amerikaanse kapitein Alfred Thayer Mahan begint met de uitbouw van de Duitse oorlogsvloot.
- 1899 : Vredesconferentie van Den Haag. De Russische regering neemt onder invloed van Moeravjov het initiatief voor een internationale vredesconferentie. Deze wordt gehouden in het paleis Huis ten Bosch te Den Haag. Besloten wordt tot oprichting van een Hof van Arbitrage in geschillen tussen landen. De grote inspirator was de vredesactivist Bertha von Suttner.

België
- 1892 : België voert de Greenwich Mean Time in.
- 1893 : Christene Volkspartij. De Aalsterse priester Adolf Daens voelt zich gesteund door de encycliek Rerum Novarum om de slechte werkomstandigheden in zijn land aan te klagen, wat zou leiden tot de oprichting van een volkspartij. Samen met de Belgische Volksbond worden her en der in België plaatselijke verenigingen uitgebouwd: de verenigingen van onderlinge bijstand, de vakverenigingen en de werkliedenbonden. De verenigingen van onderlinge bijstand zijn mutualiteiten, waarmee arbeiders zich proberen te wapenen tegen ziekte en invaliditeit. De verenigingen krijgen op het einde van de 19de eeuw een wettelijk kader en worden bovendien door de overheid gesubsidieerd, waardoor ze een explosieve groei kennen. Het principe is eenvoudig. Arbeiders betalen een kleine bijdrage aan een 'ziekenkas'. Zo wordt een spaarpot opgebouwd voor wie zonder werk valt door ziekte of invaliditeit. Die kan dan genieten van een uitkering.
- 1894 : Charter van Quaregnon. In België verlopen de verkiezingen van 1894 voor het eerst volgens het stelsel van het meervoudig kiesrecht. Dit betekent voor de Belgische Werkliedenpartij, dat voor het eerst de arbeiders mogen gaan stemmen en dat het voor de partij, tien jaar na haar stichting, mogelijk wordt een aantal vertegenwoordigers naar het parlement te sturen.
- 1894 : Wereldtentoonstelling in Antwerpen.
- 1897 : Op 1 januari, na twee jaar onderhandelingen, wordt het gehele spoorwegnet van de Grand Central Belge genationaliseerd. Maar de Grand Central Belge blijft haar lijnen nog exploiteren voor rekening van de Belgische Staatsspoorwegen tot 30 juni 1898.
- 1897 : Wereldtentoonstelling in Brussel.
- 1898 : Gelijkheidswet, ook weleens de Wet Coremans-De Vriendt genoemd, voert het Nederlands in als officiële taal van België, op gelijke voet met het Frans.

Nederland

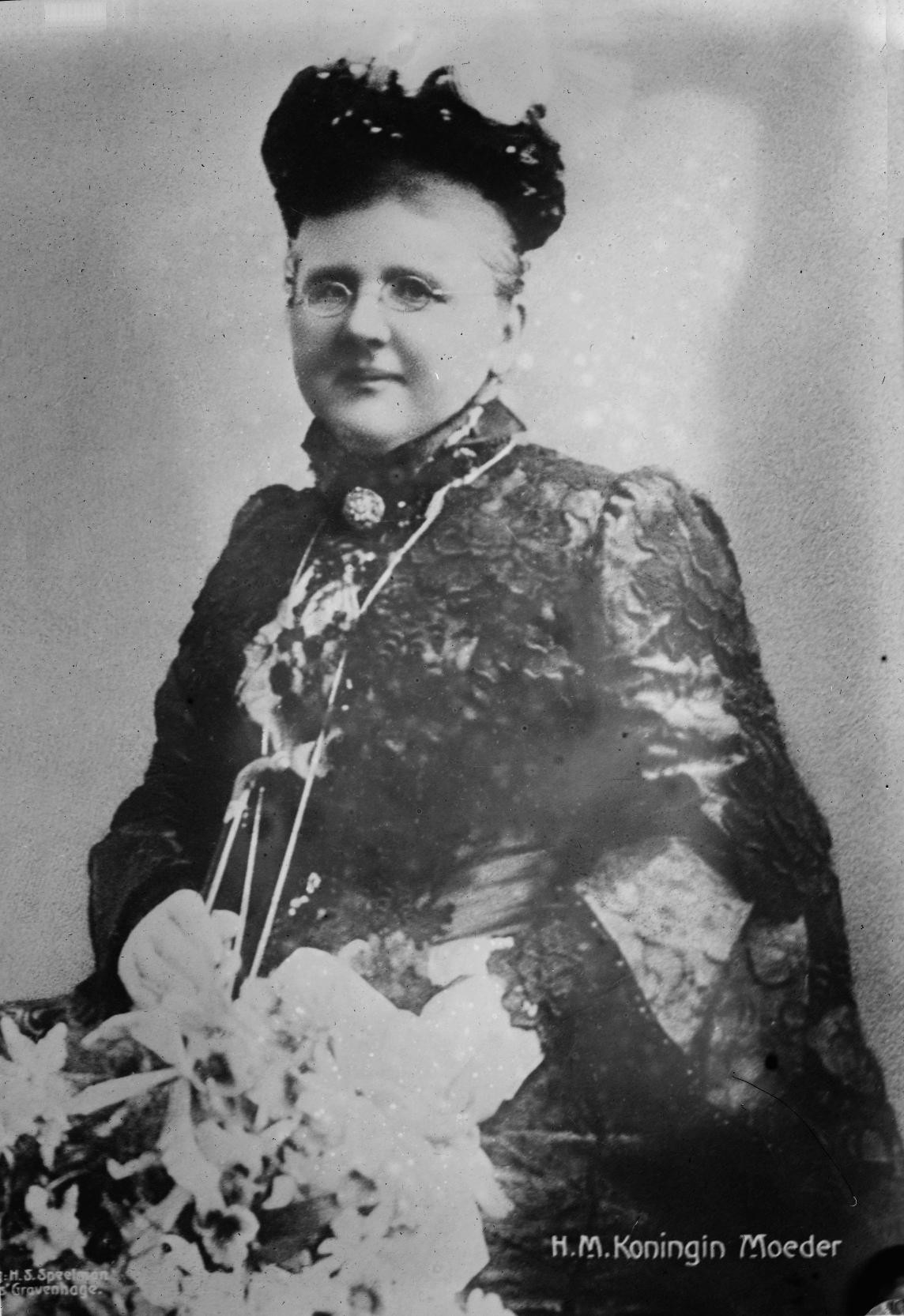
Koningin-moeder Emma op haar zeventigste verjaardag in 1928.

- De Nederlandse koningin-moeder Emma neemt als regent het koningschap waar. Tot 1898 bemoeit zij zich intensief met de opleiding van haar dochter en reist met Wilhelmina naar alle provincies om de kleine koningin aan het volk voor te stellen.
- 1890 : Groothertogdom Luxemburg (Huis Nassau-Weilburg). De oom van koningin-moeder Emma, Adolf van Nassau, wordt de nieuwe Groothertog van Luxemburg.
- 1890-1891 : Strenge winter. Pim Mulier legt de basis van de Elfstedentocht.
- In kleine kring ontwikkelt zich het vegetarisme. De Nederlandse Vegetariërsbond wordt opgericht in 1894 en geeft vanaf 1997 de Vegetariërsbode uit. In 1998 verschijnt het eerste Nederlandse vegetarische kookboek en in 1999 opent in Den Haag het Vegetarisch restaurant Pomona.
- 1895 : Invoering van de gaspenning.
- 1898 : Woningmaatschappij Oud-Amsterdam NV, een voorloper van de moderne woningbouwcorporatie wordt opgericht door de Amsterdamse Johanna ter Meulen.

Afrika
- De Runderpest arriveert in 1889 in Afrika en zal tijdens de komende 7 jaar 80%-90% van alle evenhoevige beneden de Sahara uitroeien.
- 1890 : Brits ultimatum. De Britten gaan niet akkoord met de Portugese plannen voor Afrika.
- 1893-1894 : Eerste Matabele-oorlog. Tijdens deze oorlog gebruiken de Britten voor de eerste maal het Maximmachinegeweer.
- 1894 : Dahomey (kolonie). De Fransen veroveren het koninkrijk Dahomey in West-Afrika. Het Franse Vreemdelingenlegioen lijdt grote verliezen tegen de Ahosi, omdat de soldaten moeite hebben de vrouwelijke krijgers te doden.
- 1896-1897 : Tweede Matabele-oorlog. Tijdens deze oorlog haalt Robert Baden-Powell zijn inspiratie voor de latere scoutsbeweging.
- 1897 : Frans-Madagaskar. De Fransen veroveren het eiland Madagaskar en de omliggende eilandengroepen.
- 1898 : Fashoda-incident. De grenzen tussen de koloniale mogendheden in Afrika worden vastgelegd. Brits-Oost-Afrika en Frans-West-Afrika raken bijna in oorlog om het bezit van de Soedan. De Fransen binden in en het Verenigd Koninkrijk deelt de soevereiniteit over het gebied met de kedive van Egypte, Anglo-Egyptisch Soedan.
- 1899-1902 : Tweede Boerenoorlog. Toenemende spanningen tussen de Boerenrepublieken en de Britse Kaapkolonie. Transvaal is voor zijn goudwinning afhankelijk van Kaapse arbeiders, maar weigert die ook na jarenlang verblijf enige rechten te geven. Ook ergert het de Britten, dat de regering van Paul Kruger de opbrengst van het goud grotendeels uitgeeft aan kanonnen van Krupp en geweren van Mauser. De spanningen leiden tot de Tweede Boerenoorlog.

Amerika
- 1890 : Bloedbad van Wounded Knee. Na de moord op Sitting Bull breekt er opstand uit bij de indianen. De Ghost Dance brengt geen soelaas.
- Hoogtepunt van de Amerikaanse immigratie in de 19e eeuw: vooral Italianen en Russische joden steken de Oceaan over op zoek naar een betere toekomst.
- 1893 : Wereldtentoonstelling van Chicago toont de wereld de futuristische hoogbouw waarmee de stad is herbouwd na de grote brand van 1871. Ook zijn er vele attracties, zoals 's werelds eerste reuzenrad.
- 1897 : Goldrush van Klondike in Canada.
- 1897 : William McKinley wordt mede door steun van de miljardair John Pierpont Morgan verkozen tot 25e president van de Verenigde Staten. Hij blaast de Monroedoctrine nieuw leven in, het begin van het progressieve tijdperk of het Amerikaans imperialisme.
- 1898 : Hawaï wordt door Amerika geannexeerd.
- 1898 : Spaans-Amerikaanse Oorlog. Op Cuba begint in 1895 een opstand tegen het Spaanse koloniale bestuur. Vanaf 1896 drijft de gouverneur de boerenbevolking naar versterkte dorpen om zo de opstandelingen uit te hongeren. Ook de guerrillero's begaan oorlogsmisdaden, en onder de burgerbevolking heerst hongersnood. De Amerikaanse regering stuurt het marineschip 'Main' om Amerikaanse burgers te evacueren. Als dit schip in de haven van Havanna op 15 februari 1898 explodeert en zinkt, breekt de Spaans-Amerikaanse Oorlog uit. Deze eindigt op 10 december met de Vrede van Parijs. Spaanse kolonies als Cuba, Puerto Rico, de Filipijnen en Guam komen in handen van de Verenigde Staten.

Azië
- 1893-1897: Eerste ontdekkingsreis van Sven Hedin. Hij bezoekt de Pamir en de Taklamakan.
- 1894 : Lombok-oorlog. De Nederlanders veroveren het eiland Lombok
- 1894-1895 : Eerste Chinees-Japanse Oorlog heeft als inzet de macht in Korea. De republiek Formosa komt in Japanse handen. Japan krijgt de status van regionale grootmacht en kan dankzij de Chinese herstelbetalingen de gouden standaard invoeren.
- De Filipijnse revolutie kondigt zich aan in 1892, maar breekt in 1896 in volle hevigheid uit. De Verenigde Staten van Amerika dwingen in een korte oorlog de Spanjaarden om te vertrekken, maar weigeren om een Filipijnse republiek te aanvaarden. Een Amerikaans neokoloniaal bestuur moet de Filipino's gaan voorbereiden op hun onafhankelijkheid. Rudyard Kipling wijdt aan deze missie het gedicht The white man's burden.
- 1897 : Het Keizerrijk Korea ontstaat.
- 1897 : Gouverneur-generaal Van der Wijck van Nederlands-Indië maakt een einde aan de onthoudingspolitiek. Hij stelt generaal Jo van Heutsz aan als militairleider in de Atjehoorlog.
- 1899-1901 : Bokseropstand. De Chinezen komen in opstand tegen de westerse invloed.

Innovatie
- In 1891 toont Émile Levassor een nieuw type auto. Dde motor bevindt zich niet langer onder de bestuurder, maar aan de voorzijde van de auto. Tevens heeft hij een versnellingsbak met koppeling ontwikkeld die de gebruikelijke riemaandrijving vervangt. Met dit ontwerp bepaalt Levassor de standaardconfiguratie van de auto. In 1894 voegt hij er het eerste stuurwiel aan toe.
- Vanaf 1895 trekken de gebroeders Lumière rond met hun cinematograaf. Het eerste filmpje in Nederland wordt gemaakt bij de inhuldiging van koningin Wilhelmina in 1898.
- Na het nodige experimenteren en perfectioneren kan Lippmann in 1893 zeer kleurgetrouwe foto's presenteren, genomen door de gebroeders Lumière. In 1894 publiceert hij het hele Lippmannproces.
- 1893 - John Milne ontwerpt een seismograaf die ook de richting van de trillingen kan registreren.
- Otto Lilienthal vindt het zweefvliegtuig uit. In 1891 maakt hij voor het eerst een zweefvlucht van meer dan 25 meter. In 1893 maakt hij al glijvluchten van 250 meter en in 1896 maakt hij zijn eerste vlucht met een dubbeldekker. In Lichterfelde (Berlijn), zijn woonplaats, laat hij een 15 meter hoge kunstmatige heuvel aanleggen waar hij een hangar bouwt. Van hieruit maakt hij ontelbare proef- en testvluchten, totdat hij in 1896 daarbij verongelukt.
- 1895 - Guglielmo Marconi maakt het eerste radiocontact.
- François Hennebique ontwikkelt een bouwmethode met gewapend beton, die veel nieuwe bedrijfsgebouwen, bruggen etc. oplevert, maar ook woonhuizen.
- In 1891 komt de Franse firma Michelin met de eerste verwisselbare fietsband. In 1894 volgt de eerste rubberen band voor koetsen (paardentractie), en 1895 de eerste rubberen band voor auto's
- 1890 : Hollerithkaart. De ponskaart van Herman Hollerith wordt voor de eerste maal gebruikt tijdens de volkstelling in de Verenigde Staten.

Militair
- De Duitsers nemen een voorsprong in de ontwikkeling van lichte kruisers. Ze bouwen een vloot van lichte kruisers, die door andere landen als voorbeeld worden gebruikt voor hun eigen schepen. Deze schepen worden aangedreven door een stoommachine.

Kiesrecht
- In België wordt in 1893 het algemeen meervoudig stemrecht ingevoerd, en in New South Wales (Australië) wordt het juist afgeschaft en vervangen door het beginsel van "one man, one vote".
- in Nederland wordt een jaar later de ontwerp-kieswet van Johannes Tak van Poortvliet verworpen. De kiesrechtuitbreiding verdeelt zowel de liberalen als de Anti-Revolutionairen in "Takkianen" en "Anti-Takkianen". In 1896 weet minister Samuel van Houten het kiesrecht zo in de wet te formuleren dat de helft van de volwassen mannen kiesgerechtigd wordt.
- Intussen voeren in 1893 Nieuw-Zeeland en de Amerikaanse staat Colorado als eerste landen vrouwenkiesrecht in.

Socialisme
- De Duitse SPD stelt onder leiding van Karl Kautsky het Erfurter Programma op. Uitgangspunt is om langs parlementaire weg de macht in de staat te veroveren. Bij de verkiezingen van 1893 wordt de partij met een kwart van de zetels de grootste fractie in de Rijksdag.
- In België wordt de Belgische Werkliedenpartij in 1894 in het parlement gekozen.
- In Nederland is Ferdinand Domela Nieuwenhuis in 1891 niet herkozen in de Tweede Kamer. De Socialistenbond raakt verstrikt in een richtingenstrijd tussen voor- en tegenstanders van de parlementaire weg. In 1894 richten voorstanders de SDAP op.
- In 1897 worden Pieter Jelles Troelstra en ir. Van Kool gekozen in de Tweede Kamer.
- Nieuwenhuis publiceert in 1897 te Parijs de brochure 'Le socialisme en danger'. Hij voorspelt dat het socialisme door deel te nemen aan het openbaar bestuur dezelfde weg zal gaan als het christendom onder het Romeinse Rijk.

Antisemitisme en zionisme
- Frankrijk raakt verstrikt in de Dreyfusaffaire wanneer een joodse officier vals wordt beschuldigd van landverraad en veroordeeld. De schrijver Émile Zola richt zich met het pamflet J'accuse tot de president van de republiek en het volk.
- 1896 - april. Mede naar aanleiding van de Dreyfusaffaire publiceert Theodor Herzl der Judenstaat, waarin hij de totstandkoming van een Joodse staat bepleit.
- In 1897 wordt het eerste internationaal Zionisten Congres in Bazel georganiseerd. De WZO (Zionistische Wereld Organisatie) wordt opgericht.
- De Engelse Duitser Houston Stewart Chamberlain publiceert in 1899 "Grundlagen des neunzehnten Jahrhundert", dat het standaardwerk zal worden voor het racistische en ideologische antisemitisme in Duitsland.

Sport
- In 1892 wordt de Internationale Schaatsunie opgericht om de wereldkampioenschappen langebaan, die sinds 1889 informeel in Amsterdam worden gehouden, te gaan organiseren. Bij de vijftien Europese lidstaten voegt zich in 1896 Canada. In dat jaar wordt ook een eerste wereldkampioenschap kunstrijden verreden.
- De Haarlemmer Jaap Eden wordt driemaal allroundkampioen schaatsen en tweemaal wereldkampioen wielrennen op de baan.
- In 1892 neemt Pierre de Coubertin het initiatief om de Olympische Spelen uit de Griekse oudheid nieuw leven in te blazen. Vier jaar later vinden in Athene de eerste moderne Olympische Spelen plaats
- In Nederland wordt in 1895 de eerste wielerzesdaagse gehouden.
- Een paar weken voor aanvang van het decennium richt Pim Mulier de Nederlandsche Voetbal- en Atletische Bond op. Deze telt 7 clubs en 250 leden. De Belgische KBVB volgt in 1895, zij begint direct een voetbalcompetitie tussen de aangesloten leden. In Nederland wordt in 1897 voor het eerst op nationaal niveau om een beker gestreden. Voetbalclub Sparta Rotterdam speelt al in 1893 een internationale match tegen Harwich and Parkeston FC, met het volgend jaar een return.

Cultuur
- In het fin de siècle ontstaan veel nieuwe stromingen en bewegingen in de kunst. Het symbolisme bijvoorbeeld, dat zich kenmerkt door een sterke hang naar het verleden en een gerichtheid op het onderbewuste, het ongewone en het onverklaarbare. Het symbool staat daarbij centraal. In de literatuur wordt deze stroming vertegenwoordigd door Joris-Karl Huysmans.
- De jugendstil met de Oostenrijkse variant Wiener Sezession onder leiding van Gustav Klimt.
- In België ontwerpen de jonge architecten Paul Saintenoy, Paul Hankar en Victor Horta onder invloed van de art nouveau een reeks van herenhuizen en winkels die thans voor zover niet afgebroken op de Werelderfgoedlijst staan.
- In deze jaren komen de grote balletten tot stand van de choreografen Marius Petipa en Lev Ivanov op de muziek van Pjotr Iljitsj Tsjaikovski: Doornroosje (1890), de Notenkraker (1892) en het Zwanenmeer (1895).
- De Engelse schrijver H.G. Wells introduceert met De tijdmachine (1895) en The War of the Worlds een nieuw genre in de literatuur: de sciencefiction.
- Van Nu en Straks is van 1893 tot 1894 en van 1896 tot 1901, het tijdschrift van de Vlaamse jongeren en het typische exponent van het West-Europese fin de siècle. Men wil wegvluchten van het toenemende provincialisme en een meer internationaal gerichte weg inslaan. De redactie zoekt aansluiting bij de Franstalige artistieke bewegingen, zoals Les XX en La Libre Esthétique en poogt ook een Vlaams antwoord te formuleren op de vernieuwende klanken uit Nederland. Men streeft in tegenstelling tot Willem Kloos en de zijnen niet naar individualisme en "l'art pour l'art", maar naar een gemeenschapskunst. Men wil een avant-gardeorgaan zijn zonder esthetische dogmata. Men keert zich tegen het realisme en het naturalisme, omdat dit te oppervlakkig wordt gevonden.
- Als eerste échte veristische opera wordt algemeen Cavalleria Rusticana (1890) van Pietro Mascagni aangemerkt. In 1892 gaat I Pagliacci van Ruggiero Leoncavallo in première.
- Internationaal hoogtepunt van het Finse karelianisme is de Finlandia van Jean Sibelius, vermoedelijk gevolgd door schilderijen van Akseli Gallen-Kallela, die veel thema's uit de Kalevala uitbeeldde.
- Ontstaan van het Nederlandse cabaret. In 1895 treedt Eduard Jacobs op in het Amsterdamse etablissement 'Het Wapen van Habsburg'.
- In Engeland verschijnt vanaf 1891 een succesvol maandblad, 'The Strand Magazine', dat een geïllustreerde mix brengt van fictie, politiek, puzzels, kunst... en op zijn hoogtepunt een oplage van een half miljoen heeft. Bijzonder populair worden de korte detectiveverhalen van Arthur Conan Doyle met als hoofdpersoon Sherlock Holmes.
- In zijn boek Entartung (1893) legt de Hongaars-joodse schrijver Max Nordau een verband tussen de gedegenereerde maatschappij en de in zijn ogen 'ontaarde kunst' van zijn tijd. Het verloederen van de samenleving wordt gesymboliseerd én gevoed door de moderne kunst.

Wetenschap
- William Ramsay voegt de nieuwe edelgasgroep aan het periodiek systeem toe om argon in te plaatsen, en voorspelt de eigenschappen van het nog onontdekte neon.
- William Ramsay en Morris William Travers ontdekken de elementen krypton, xenon en neon.
- 1896 : Nobelprijs. De Zweedse industrieel Alfred Nobel, rijk geworden in oorlogen en wapenwedloop, sterft. Met zijn testament richt hij een stichting op die zijn vermogen zal beheren en uit de rente jaarlijks prijzen zal toekennen voor de bevordering van wetenschap en vrede.

Geneeskunde
- 1890 : Emil Adolf von Behring vindt een serum uit tegen difterie en brengt het in productie.
- 1894-1895 : Alexandre Yersin ontdekt de bacterie die de pest veroorzaakt, vandaar de naam Yersinia pestis.
- 1895 - Ontdekking van röntgenstraling door Wilhelm Conrad Röntgen.

Trends
- Volgens de mode van deze jaren dragen dames hoeden met lange veren, met name van de stern en de zilverreiger. De jacht op deze vogels om hun veren wordt in 1892 in Nederland door Cécile de Jong van Beek en Donk en haar zuster Elisabeth de Jong van Beek en Donk in publicaties aan de kaak gesteld. Zij richten in Den Haag een organisatie op, de Bond ter Bestrijding eener Gruwelmode. Deze kan als voorloper gezien worden van de in 1899 opgerichte Vogelbescherming Nederland.
- Verder dragen dames een klokrok, korte mouwen en brede revers.

Onderwijs
- In 1891 opent de Amsterdamse Huishoudschool, de eerste huishoudschool in Nederland. Al snel volgen Rotterdam en Den Haag, en al in 1898 worden gemeenschappelijke examennormen opgesteld.

Nijverheid
- Met de productie van de luchtband vanaf 1891 raakt het rijwiel in zwang en links en rechts worden fietsfabrieken opgericht. Zo Gazelle in Dieren, Korporaal in Koningshooikt, Minerva in Antwerpen, Germaan in Meppel en Simplex in Utrecht.
- De eerste auto's verschijnen op de weg. In 1894 begint in Duitsland de productie van auto's. In 1895 wordt er een geïmporteerd in Nederland. Eind dat jaar wordt de 'Automobile Club de Belgique' opgericht.

Stad en land
- De eerste boerenorganisaties worden opgericht, zoals de Boerenbond (Vlaanderen) en de Noordbrabantse Christelijke Boerenbond.
- Overal stichten boeren boterfabriekjes om de kwaliteit van de producten in eigen hand te houden. Alleen Drenthe al telt er vijftig.
- De belastingwetten van minister Pierson zijn gunstig voor de boeren. De grondbelasting wordt vervangen door een inkomstenbelasting.
- R.K. Rispens te Aduard importeert Lincolnschapen en wint in de noordelijke provincies vele prijzen op tentoonstellingen.

Archeologie
- Een groep Britse archeologen, onder wie Bernard Pyne Grenfell en Arthur Surridge Hunt, vinden op een zeer oude afvalstortplaats bij de Egyptische plaats Oxyrhynchus een grote hoeveelheid handschriften, die zijn vervaardigd in de eerste tot de zesde eeuw voor Christus. Ze bestaan uit duizenden Griekse en Latijnse documenten, brieven en werken uit de literatuur.
- 1890-1891: Alfred Maudslay bestudeert de ruïnes van Palenque.
- Franse archeologen beginnen in 1892 met het opgraven van Delphi.

<< · 1890 · 1891 · 1892 · 1893 · 1894 · 1895 · 1896 · 1897 · 1898 · 1899 · >>
<< · 1800-1809 · 1810-1819 · 1820-1829 · 1830-1839 · 1840-1849 · 1850-1859 · 1860-1869 · 1870-1879 · 1880-1889 · 1890-1899 · >>